# 利比亞的巴基斯坦人
利比亞的巴基斯坦人，主要由移民工人组成，20世紀70年代时超過15萬人；2009年，因巴基斯坦政府並不積極輸出人力，這一數字降至僅1萬。
2009年5月，巴基斯坦總統阿西夫·阿里·扎尔达里訪問利比亞，目的是增加人力出口，並提出了一些措施，包括啟動兩國之間的直飛航班，以及開設巴基斯坦-利比亞聯合銀行以促進匯款。
利比亞首都的黎波里有一所巴基斯坦社區學校，該學校是在巴基斯坦社區和巴基斯坦大使館的黎波里的努力下成立的（1974年成立）。